# Andrija Martonić
Andrija Martonić (Rab, Hrvatska, 1768. – Beč, Austrija, 7. ožujka 1855.) hrvatski barun i Feldzeugmeister (general topništva) u vojsci Habsburške Monarhije i kasnije Austrijskog Carstva.

## Austrijsko-turski rat
Barun general topništva Andrija Martonić je rođen na Rabu, 1768. godine. U prvi dodir s vojskom barun Martonić je došao stupivši, kao šesnaestogodišnji kadett-feldwebel (kadet), 1784. u "Inženjerijski korpus Habsburške vojske". Čin leutnant-a (poručnik) mu je dodijeljen u ožujku 1786., a nakon izbijanja Habsburško-turskog rata (1788. – 1790.) upućen je u Hrvatsku. Tijekom opsade utvrde Novi Zrin, barun Martonić je postigao prve vojne uspjehe zbog čega je izvanredno imenovan oberleutnant-om (natporučnik). U tom je sukobu iskazao veliku revnost, hrabrost i okretnost. Osobno je predvodio i nadgledao opsadne radove na pojedinim mjestima, a sudjelovao je i u oba juriša, 21. rujna i 3. listopada 1789., predvodeći dobrovoljce u opsadi utvrde. Hrabrošću baruna Martonića zauzete su vodene utvrde. Barun Martonić je isto tako stekao zasluge 1790. kod utvrde Cetin, gdje je već trećeg dana bitke, zbog ranjavanja inženjerijskog zapovjednika bojnika Cerrinija, preuzeo zapovjedništvo i vođenje radova za pripremu juriša na lijevom krilu. Tu je zadaću obavio pod najnezgodnijim okolnostima i time znatno pridonio napretku opsade. Pri zauzeću utvrde, 20. srpnja 1790., dobrovoljno je sudjelovao u jurišu, među prvima se popeo kroz brešu u zidu i ušao u utvrdu, te je time Cetin konačno vraćen u sastav Habsburške monarhije. Za nagradu je izvanredno promaknut u čin hauptmann-a (satnik), a stekao je i Viteški križ Reda Marije Terezije. Odličje mu je dodijeljeno na 23. promociji 19. prosinca 1790. godine.

## Francuski revolucionarni ratovi i Napoleonski ratovi
Od 1793. do 1796., tijekom Francuskih revolucionarnih ratova, barun Martonić je bio u stožeru pomoćnog korpusa generala topništva Josepha Nikolausa de Vinsa u Pijemontu. General de Vins je posvjedočio da je tada 22-godišnji satnik Martonić neumoljivom marljivošću upoznao pijemontske Alpe, čime se osobito vješto koristio u odabiranju najpovoljnijih položaja za zaustavljanje neprijatelja, te da pri tome nije propustio priliku da se dobrovoljno javi za najvažnije i najodlučnije pothvate, primjerice zauzimanje položaja kod Setepanea 25. i 27. lipnja 1795. Svojim vojničkim znanjem, hrabrošću i ustrajnošću pridonio je sretnom ishodu tih borbi. Slično je posvjedočio i podmaršal Giovanni Marchese di Provera o događaju 13. travnja 1796., kada je barun Martonić, dobrovoljno predvodeći vojnike, pomogao u uspješnoj obrani položaja kod Casserija. Zajedno s oko 900 vojnika, čitav dan i pol hrabro se odupirao francuskoj armijskoj diviziji generala Pierra Augreaua. Nakon časne predaje položaja kod Casserija, zajedno s drugim časnicima, barun Martonić se vratio u Beč. Barun Martonić je potom dodijeljen podmaršalu barunu Froonu, koji je imao zadaću tajno nadgledati i ophoditi granicu od Salzburga, kroz Bavarsku, do Passaua. Povjereno mu je i utvrđivanje obrane uzduž rijeka Salzach i Inn, sve do Braunau na Innu. Pri austrijskom zaposjedanju Dalmacije 1797. godine, barun Martonić je postavljen za glavnog inženjerijskog zapovjednika u toj provinciji. U rujnu 1799., s dva inženjerijska časnika koje je sam odabrao, otišao je iz Dalmacije i dodijeljen je postrojbama podmaršala Michael von Fröhlicha kako bi predvodio opsadne radove za zauzimanje Ancone. Nakon tri mjeseca opsade, Ancona je zauzeta. Barun Martonić je 31. prosinca 1799. ponovno izvanredno promaknut, ovaj put u čin major-a (bojnik) u "Inženjerijskom korpusu Habsburške vojske". Nakon popravka utvrda u Anconi, upućen je u Veneciju, gdje je od 1801. do 1805. vodio radove za defenzivno i ofenzivno utvrđivanje grada, a zatim je radio na osnovama utvrda uz ceste i na planinskim prijevojima koji su vodili iz Italije u Tirol. Barunu Martoniću je povjereno također obilaženje i opisivanje tih predjela. Na početku rata 1805. godine, barun Martonić je vodio privremenu dogradnju poljskih opkopa kod Scoglio della Malghera i Brondola. Zbog savršeno izvedenih radova, u listopadu 1805., izvanredno je promaknut u čin oberstleutnant-a (potpukovnik). Nakon sklapanja mira 1805. godine i odstupanja Venecije Francuskoj, barun Martonić je pozvan u zapovjedništvo "Inženjerije vojske Austrijskog Carstva" u Beču, gdje je ostao sve do 1809., provodeći posebne zadaće koje su mu povjerili glavni zapovjednik austrijske vojske nadvojvoda Karlo i zapovjednik "Inženjerije" nadvojvoda Ivan. U srpnju 1808. promaknut je u čin oberst-a (pukovnik) i imenovan za zapovjednika "Minerskog korpusa vojske Austrijskog Carstva", a u međuvremenu postao je barun. Uoči novog rata s Francuskom, 23. veljače 1809. godine, barun Martonić je imenovan načelnikom stožera u "I. Bellegardeovu korpusu". Po povlačenju austrijske vojske iz Češke, pozvao ga je kralj Franjo II. u svoj stožer, a nakon sklapanja mira ponovno je priključen "Inženjeriji Austrijskog Carstva". U prosincu 1812. barun Martonić je imenovan potporučnikom u "Kraljevskoj ugarskoj plemićkoj tjelesnoj gardi", a 30. ožujka 1813. postao je generalmajor (general-bojnik). Dvije godine poslije bio je i dalje u gardi, ali je po carevoj zapovijedi imenovan zamjenikom zapovjednika utvrde Mantova, koja se našla u opasnosti zbog napredovanja napuljskog kralja i francuskog maršala Joachim Murata. Nakon Muratova poraza barun Martonić se priključio kao brigadir austrijskoj vojsci u Francuskoj, ali se već u studenom 1815. godine vratio natrag u gardu.

### Kasniji život i smrt
Barun Martonić je uživao carevu naklonost, pa je 3. srpnja 1824. promaknut u čin feldmarschalleutnant (podmaršal) i gardijskog natporučnika, a u srpnju 1825. počašćen je titulom drugog titularnog pukovnika-vlasnika "52. linijske pješačke pukovnije". Godine 1836. promaknut je u čin kapetana-poručnika garde i imenovan carskim tajnim savjetnikom. Za 50. godišnjicu službovanja, u lipnju 1841., odlikovan je Zapovjedničkim križem sv. Stjepana. Nakon 13 vojnih pohoda, izvanrednih promaknuća do čina pukovnika i četiri pohvale triju vladara za držanje pred neprijateljem, barun Martonić je umirovljen 11. lipnja 1841. u činu generala topništva. Umro je u Beču 7. ožujka 1855. godine.

### Činovi
- čin Kadett-Feldwebel (kadet) dodijeljen 1784. godine.
- čin Leutnant (poručnik) dodijeljen 1786. godine.
- čin Oberleutnant (natporučnik) dodijeljen 1787. godine.
- čin Hauptmann (satnik) dodijeljen 1790. godine.
- čin Major (bojnik) dodijeljen 1799. godine.
- čin Oberstleutnant (potpukovnik) dodijeljen 1805. godine.
- čin Oberst (pukovnik) dodijeljen 1808. godine.
- čin Generalmajor (general-bojnik) dodijeljen 1813. godine.
- čin Feldmarschalleutnant (podmaršal) dodijeljen 1824. godine.
- čin Feldzeugmeister (general topništva) dodijeljen 1841. godine.

### Odličja
- Viteški križ Reda Marije Terezije (Ritter des Militär Maria Theresien Ordens)[1]
- Zapovjednički križ sv. Stjepana (Kommandeur Sankt Stephans Orden)[1]